# 分布式事务协调器
微软分布式事务协调器 （DTC）是Windows操作系统自Windows 2000引入的跨多种资源，如数据库、消息队列、文件系统，跨应用程序域、进程、机器以至跨网络的分布式事务处理的所有参与者的协调。可与COM与.NET Framework等架构配合工作。
事务完成时，会启动两阶段提交协议：
- 第一阶段提交：根机器上的DTC通知参与事务的所有远程机器上的DTC收集自己机器上所有资源管理器的投票结果，并返回给根机器上的DTC。
- 第二阶段提交：根机器上的DTC综合所有资源管理器的投票结果，然后通知参与事务的所有远程机器上的DTC通知自己机器上所有资源管理器提交事务或终止事务。